# آنچه در تاریکی انجام می‌دهیم (مجموعه تلویزیونی)
آنچه در تاریکی انجام می‌دهیم، مجموعه تلویزیونی ترسناک کمدی آمریکایی به کارگردانی جامین کلمنت است که اولین بار در ۲۰۱۹ پخش شده‌است. این مجموعه تلویزیونی بر اساس فیلمی به همین نام ساخته شده که در سال ۲۰۱۴ اکران شد. داستان این سریال بین ۴ هم اتاقی خون‌آشام در شهر نیویورک اتفاق می‌افتد.